# Elias Magnus Fries
Elias Magnus Fries (Femsjö, 15 de agosto de 1794-Upsala, 8 de febrero de 1878) fue un micólogo, pteridólogo, algólogo y botánico sueco.

## Biografía
Cursó sus estudios en la Universidad de Lund siendo un profesor de enseñanza privada en 1814, profesor adjunto en 1819, profesor de botánica en 1824. Fries es nombrado profesor de economía práctica en la Universidad de Upsala en 1834 así mismo que de botánica en 1852. Se jubila en 1859 sin embargo continua dirigiendo el jardín botánico y el museo de botánica hasta 1863.

## Obras
Fries es el autor de numerosas publicaciones:
- Flora Femsionesis. Ed. 2. – Uppsala universitetsbibliotek D 110 e.

- Flora Smolandica. – Landsbiblioteket i Växjö 4:o 350

- Flora Wexionensis. Ed. 2. – Uppsala universitetsbibliotek D 110 a (1809)

- Försök till en tidning uti naturalhistorien. Första årgången 1 quartal 1810. Femsjö den 1 Jan. 1810. – Uppsala universitetsbibliotek D 110 c (1810)

- Dagbok 1810. Hållen för eget nöje af Elias Magnus Fries. – Uppsala universitetsbibliotek D 111 a (1810)

- Flora Femsioensis. Ed 6. – Uppsala universitetsbibliotek D 110 e (1810)

- Försök till en tidning uti naturalhistorien. Andra bandets 1 quartal 1811. Femsjö den 14 Mars 1811. – Uppsala universitetsbibliotek D 110 c (1811)

- Dagbok hållen för eget nöje af Elias Magnus Fries. – Uppsala universitetsbibliotek D 111 a (1811)

- Novitiæ Floræ Suecicæ (1814-1823)

- Observationes mycologicæ: præcipue ad illustrandam floram Suecicam (dos vols. 1815-1818)

- Flora hallandica (1817-18)

- Systema mycologicum (tres vols. 1821-1823)

- Stirpes agri femsionensis (1825-27)

- Elenchus fungorum (dos vols. 1828)

- Lichenographica europeæ reformata (1831)

- Flora scanica (1835-37)

- Epicrisis systematis mycologici (1836-38, nueva edición 1874)

- Botaniska utflygter (tres vols. 1843-1864)

- Summa vegetabilium Scandinaviæ (1846-1849)

- Symbolae ad historiam Hieraciorum Upsaliæ : XXXIV, 220 pp. (1847)

- Anmärkningar öfver Sparganium natans Lin. – Bot. Notiser: 12-16 (1849)

- Novæ symbolæ mycologicæ in peregrinis terris a botanicis Danicis collectæ, en Nova Acta Regiæ Societatis Scientia Upsaliensis, ser.3:1 pp. 17-136 (1851)

- Hymenomycetes in Suecia nuper detecti, quorum icones in Musæo Academiæ Scientiarum servantur. Öfvers. Kongl. Vetensk.-Ak. Förh. 8 (2): 42-54 (1851)

- Monographia Cortinariorum Sueciæ, Upsaliæ (1851)

- Nya och mindre kända arter af slägtet Hieracium. Öfvers. af Kongl. Vetensk.-Akad. Förhandl. 13: 141-149 (1856)

- Bidrag till några Svenska växters synonymik. Bot. Notiser: 32-33, 46-50, 108-115, 161-164 (1857)

- Bidrag till några Svenska växters synonymik. Bot. Notiser: 31-35, 126-132 (1858)

- Monographia hymonomycetum Sueciæ (dos vols. 1857-1863)

- Sveriges ätlige och giftiga Svampar (Setas comestibles y venenosas en Suecia). 1861–1868

- Epicrisis generis Hieraciorum (1862)

- Icones selectæ Hymenomycetum (dos vols. 1867-1884)

- Hymenomycetes Europaei. 1874

- Kritisk ordbok öfver svenska växtnamnen (1880)

- Linné, Lefnadsteckning (Linneo, biografía). Estocolmo 2 vols. 1903

Ed. conmwmorativa de su bicentenario
- Fries, Elias † (1994) Flora Femsjonensis eller förteckning på de i Femsiö Pastorat wildt wäxande Vegitabilier. 6° ed. Emitido para Elias Fries 200 aniversario 15 de agosto de 1994 por Fries Sigurd, Universidad de Umeå

## Honores

### Membresías
- de la Academia Sueca en 1847
- de la Royal Society en 1875

### Eponimia
género
- Friesia en la familia de las Tiliaceae) le fue dedicado por Augustin Pyrame de Candolle (1778-1841) en 1824.

Especiesmás de 150 (friesii, friesiana, friesianus, friesianum)
- La abreviatura «Fr.» se emplea para indicar a Elias Magnus Fries como autoridad en la descripción y clasificación científica de los vegetales.[3]